# Parapachyacris taiwanensis
Parapachyacris taiwanensis är en insektsart som beskrevs av Yin, Hong och X.-c. Yin 2008. Parapachyacris taiwanensis ingår i släktet Parapachyacris och familjen gräshoppor. Inga underarter finns listade i Catalogue of Life.